# Округ Чероки (Јужна Каролина)
Округ Чероки (енгл. Cherokee County) је округ у америчкој савезној држави Јужна Каролина. По попису из 2010. године број становника је 55.342.

## Демографија
Према попису становништва из 2010. у округу је живело 55.342 становника, што је 2.805 (5,3%) становника више него 2000. године.
| Група             | 2000.          | 2010.          |
| Белци             | 40.013 (76,2%) | 40.939 (74,0%) |
| Афроамериканци    | 10.801 (20,6%) | 11.278 (20,4%) |
| Азијати           | 163 (0,3%)     | 313 (0,6%)     |
| Хиспаноамериканци | 1.092 (2,1%)   | 2.032 (3,7%)   |
| Укупно            | 52.537         | 55.342         |